# Нурі Примов
Юрій (Нурі) Володимирович Примов (нар. 31 липня 1979, м. Ташкент, Узбецька РСР) — кримський татарин, колишній політв'язень.

## Життєпис
Примов Юрій (Нурі) Володимирович народився 31 липня 1976 року в російсько-кримськотатарській сім'ї в Ташкенті Узбецької РСР.
Закінчив Київський національний університет театру, кіно і телебачення імені І. К. Карпенка-Карого за фахом «актор драми і кіно». До арешту жив в с. Штурмове, недалеко від м. Севастополь, де живе його мама.

## Кримінальне переслідування
23 січня 2015 року співробітники силових структур провели обшук в будинку Нурі Примова. Він був затриманий у зв'язку з підозрою в участі в забороненій в Російській Федерації політичній організації Хізб ут-Тахрір  (ч. 2 ст. 205.5 КК РФ «Участь в діяльності терористичної організації»). Крім нього, в участі у тому ж осередку Хізб ут-Тахрір були обвинувачені Руслан Зейтуллаєв, Ферат Сайфуллаєв та Рустем Ваітов.
Окупаційна влада не допускала представників Генерального консульства України до затриманих.
Справа розглядалася Північно-Кавказьким окружним військовим судом, який 7 вересня 2016 року засудив Нурі Примова до 5 років позбавлення волі в колонії загального режиму.

Коментуючи справу проти Примова, правозахисний центр «Меморіал» зазначає: 
«…слідство навіть не спробувало створити видимість планів насильницької діяльності з боку фігурантів, як це було в ряді випадків переслідування Хізб ут-Тахрір в Росії (підкинули зброю, свідоцтва про плани військового перевороту тощо). Фактично їм інкримінувалися тільки теоретичні розмірковування про політику і релігію і зберігання літератури Хізб ут-Тахрір». 
22 січня 2020 року Нурі Примов відбув строк покарання в російській колонії і повернувся в Крим. Після звільнення він залишатиметься під адміністративним наглядом впродовж 8 років.
Правозахисний центр «Меморіал» визнав Ферата Сайфуллаєва політичним в'язням.

## Міжнародна реакція
5 жовтня 2017 року Європейського парламент прийняв резолюцію, в якій засудив призначення суворих строків покарання Рустему Ваітову, Руслану Зейтуллаєву, Нурі Прімову та Ферату Сайфуллаєву, а також нагадав, що репресії і застосування законодавства про екстремізм, тероризм і сепаратизм привели до серйозного погіршення ситуації в області прав людини на Кримському півострові.